# صومعه آنتونیو

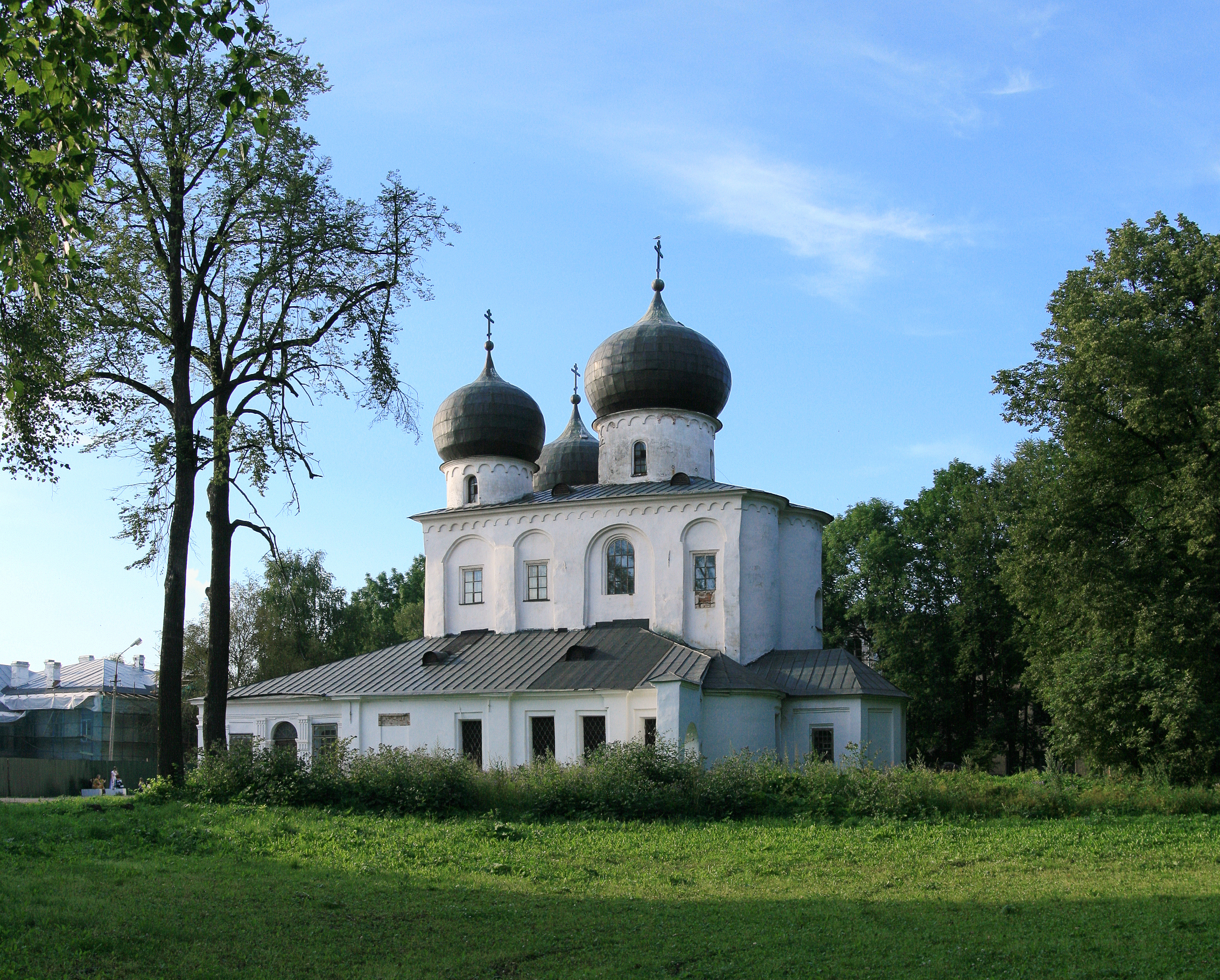
کاتولیکون رومانسک در سال ۱۱۱۹ برای جشن تولد مادر مسیح تقدیس شد.

صومعه آنتونیو ("صومعه سنت آنتونی"، روسی: Антониев монастырь) در قرون وسطی با صومعه یوریف رقابت می‌کرد و به عنوان مهم‌ترین صومعه نووگورود بزرگ شناخته می‌شد. این صومعه در ساحل راست رود ولخوف شمال مرکز شهر قرار دارد و بخشی از آثار تاریخی نووگورود و مناطق اطراف، یک سایت میراث جهانی است.

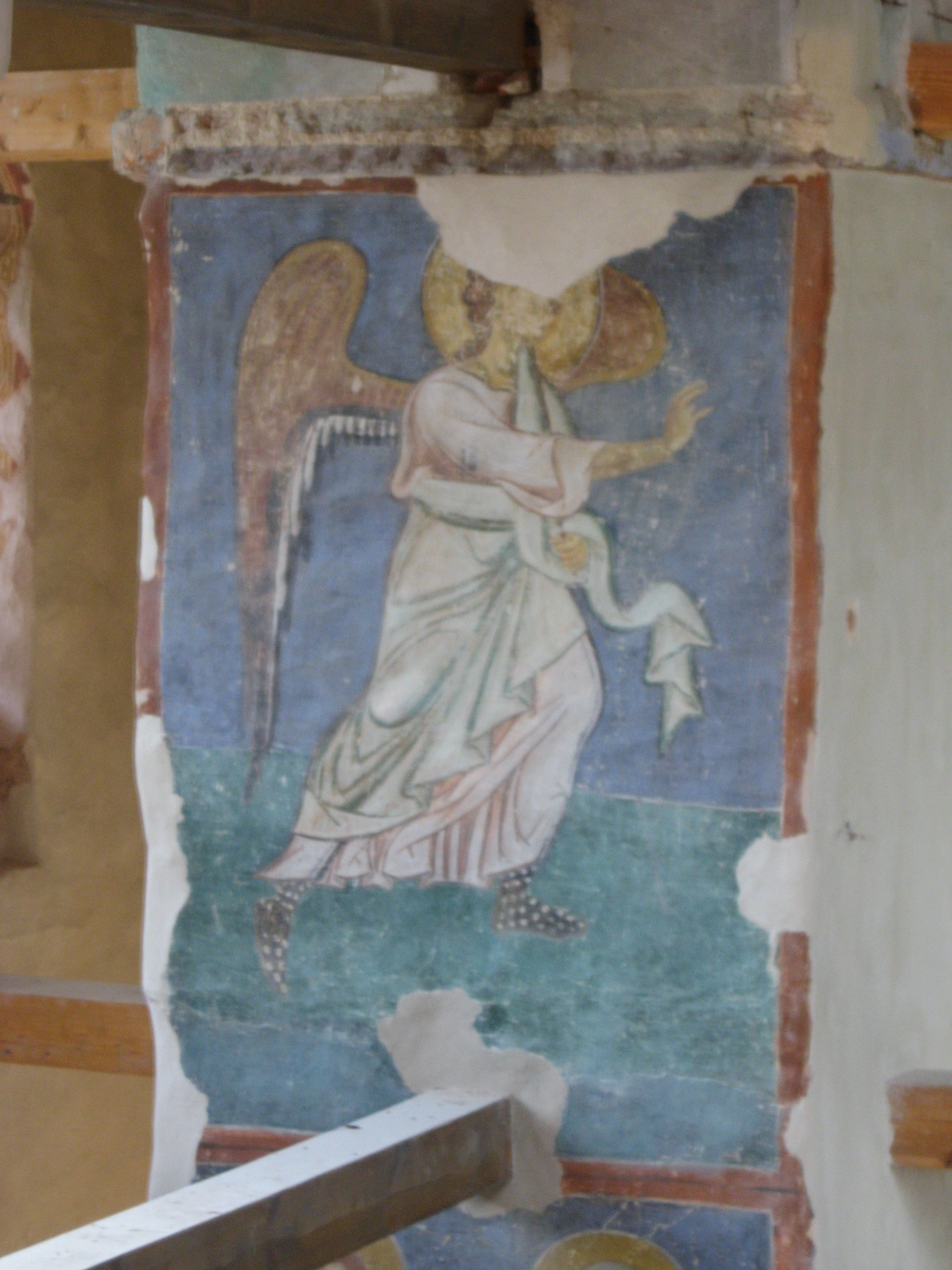
یک نقاشی دیواری مربوط به سال ۱۱۲۵

صومعه در سال ۱۱۱۷ توسط سنت آنتونی رم تأسیس شد که بنا به افسانه‌ها، بر روی یک سنگ از رم به نووگورود پرواز کرد (سنگ ادعایی اکنون در ورودی صومعه و درست در سمت راست درب اصلی کلیسای تولد مادر خداوند زیر یک نقاشی دیواری از اسقف نیکیتا نووگورود قرار دارد). آنتونی در سال ۱۱۳۱ توسط اسقف اعظم نیفونت (۱۱۵۶–۱۱۳۰) به عنوان رئیس صومعه منصوب شد و زیر یک سنگ بزرگ در سمت راست محراب در همان کلیسا دفن شد.